# Мора, Бруно
Бру́но Мо́ра (итал. Bruno Mora; 29 марта 1937, Парма — 10 декабря 1986, там же) — итальянский футболист, полузащитник.

## Карьера
Воспитанник генуэзской «Сампдории». В её составе Бруно Мора выступал с 1957 по 1960 год. Затем провёл два сезона в «Ювентусе», став чемпионом Италии в первый же год. С 1962 по 1969 год Мора был игроком «Милана». С «россонери» он выиграл Кубок европейских чемпионов, Кубок Италии и Серию A. Завершил карьеру в 1971 году в «Парме».
За сборную Италии сыграл на чемпионате мира 1962 года 2 матча.
Умер в 49 лет от рака желудка.

## Достижения
«Ювентус»
- Чемпион Италии: 1960/61

«Милан»
- Обладатель Кубка чемпионов: 1962/63
- Обладатель Кубка Италии: 1966/67
- Чемпион Италии: 1967/68